# Zinella Volley Bologna
La Zinella Volley Bologna è una società pallavolistica di Bologna.

## Storia

La Zinella Bologna campione d'Italia 1984-85

Nata nel 1972 come Unione Sportiva Zinella, la società giallo-nera raggiunse per la prima volta la Serie A1 del campionato italiano di pallavolo maschile  alla fine del campionato 1981-82 di Serie A2, che concluse imbattuta.
La nuova promozione segnò il momento più brillante della storia del club, che con Nerio Zanetti allenatore vinse nel 1984 la sua prima Coppa Italia, superando nel girone finale la Panini di Modena, il CUS Torino e la Voluntas Asti. La stagione successiva, 1984-85, il club emiliano, sponsorizzato dalla Mapier, vinse lo scudetto superando in finale la Panini. L'anno successivo i gialloneri caddero in finale di fronte ai corregionali; nel 1987 arrivò anche il primo trofeo internazionale, la Coppa delle Coppe, vinta a Basilea contro i bulgari del Levski-Spartak. La parabola della squadra iniziò però a chiudersi; nel 1990-91, dopo la fusione con l'altra squadra di pallavolo bolognese, la Pencus, il club cadde in A2.
Nel 1991-92, sponsorizzata dalla Fochi, il club tornò in A1, categoria nella quale militò per altre cinque stagioni prima di fondersi nella 4 Torri Ferrara e rinascere, l'anno successivo, come Zinella Volley.
Nella stagione 2007-08 militò in Serie B1; successivamente arrivò un accordo di partenariato sportivo con la squadra di pallacanestro della Virtus Bologna. Dopo la sconfitta nella finale dei play-off promozione contro la Vis Castelfidardo inoltrò, con successo, domanda di ripescaggio in A2 al posto della rinunciataria Stilcasa Taviano.
Nel 2010 la società rinunciò all'iscrizione in A2.
In seguito venne acquisita dal San Lazzaro, che a sua volta, a inizio 2019, confluì nella Pallavolo Bologna insieme ad altre sei società del territorio, andando a militare per il campionato 2019-20 in Serie B.

## Palmarès
Competizioni nazionali
- Campionato italiano: 1

1984-85
- Coppa Italia: 1

1983-84
Competizioni internazionali
- Coppa delle Coppe: 1

1986-87